# Bonilla (Antofagasta)
Bonilla, también conocida como Población General Óscar Bonilla Bradanovic o simplemente Óscar Bonilla es uno de los sectores que integra la ciudad de antofagasta, administrativamente está situada en la Provincia y Región homónima y es solamente accesible por la Avenida Bonilla y calles cercanas, siendo la primera la más importante de todas. Según el Instituto Nacional de Estadísticas cuenta con una población de 17.122 habitantes.

- Datos: Q131395837

Su nombre lo debe a Óscar Bonilla, un general y militar chileno quien desempeño como Ministro de defensa en la dictadura de 1973.

## Orígenes
El sector nació de en la expansión de la ciudad de antofagasta hacia el norte en 1975, contando primeramente con un total de 187 viviendas, esto a base de las calles Manuel Silva, El Roble, Nicolas Tirado, Gran Avenida y Morro de Arica, esta misma se volvió a expandir a inicios de los 2000´s.

## Demografía
Bonilla cuenta con una población de 17.122 habitantes, los cuales todos eran una población urbana, además de registrar un total de 4689 casas.